# The British Invasion
The British Invasion es un stable de lucha libre profesional en la promoción estadounidense de Total Nonstop Action Wrestling (TNA), que actualmente consta de los luchadores ingleses, Douglas Williams y Magnus.

## Historia

### 2009-2010
A finales de abril de 2009 en Impact!, Doug Williams, el debutante Brutus Magnus y el recién contratado Rob Terry atacaron a los miembros de The Latin American Xchange (LAX) Hernández y Homicide, antes de un combate programado por equipos, el equipo también les arrevataron los maletines que les garantizaba combates por el Campeonato Mundial Peso Pesado de la TNA y el Campeonato de la División X de la TNA respectivamente. Hernández al no poder competir debido a lo sucedido, Homicide se vio obligado a luchar en lo que se convirtió en un handicap match contra Magnus y Williams. Terry actuó como guardián y así lo hizo durante los próximos meses, estando en el ringside. Al ganar la lucha, avanzaron a la segunda ronda del Team 3D Invitational Tag Team Tournament. Dos semanas después en Impact!, atacaron a Team 3D en una entrevista, para gran placer de Sheik Abdul Bashir y Kiyoshi, que estaban mirando. Más tarde en esa noche, se enfrentaron al equipo de Suicide y Amazing Red en las semifinales y ganaron la lucha después de una interferencia de The Motor City Machineguns. La final tuvo lugar en el pay-per-view (PPV) de Sacrificio el 24 de mayo, en el que los ganadores recibirían una oportunidad por el Campeonato Mundial de Parejas de la TNA contra Team 3D para el mes siguiente. Sin embargo, British Invasion fueron derrotados por Beer Money, Inc. (Robert Roode y James Storm), a pesar de que Terry previno la cuenta del árbitro en un momento dado, cuando Roode golpeó a Williams con el maletín de Hernández.

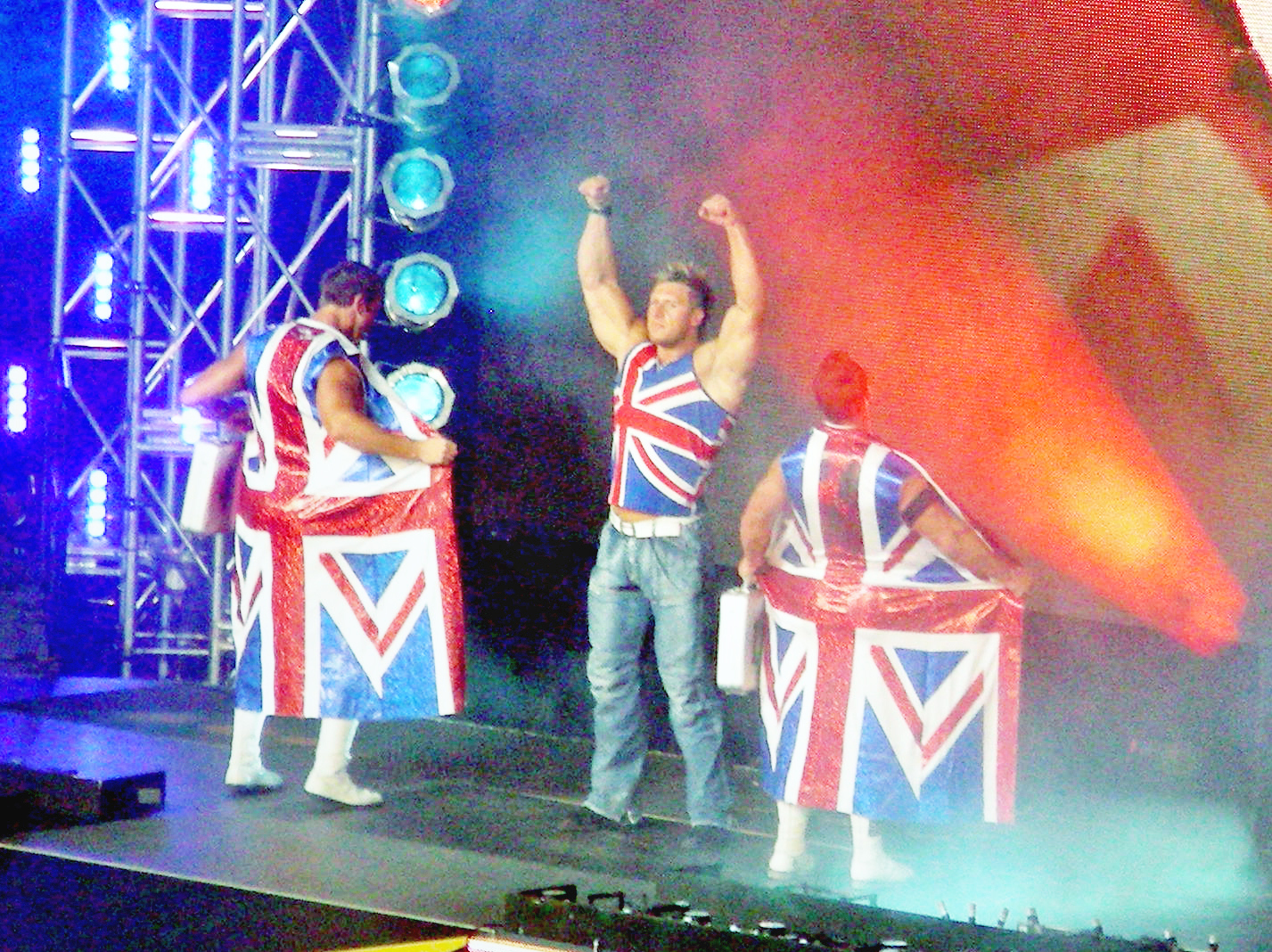
The British Invasion en Slammiversary 2009.

A pesar de haber robado los maletines, Williams fue insultado cuando el entrevistador Jeremy Borash le preguntó acerca de ellos, que afirman poseer el maletín de manera justa y ofrecer defenderlo para legitimar sus pretensiones. El 28 de mayo en Impact!, Williams enfrentó a Cody Deaner con el maletín de la División X en un ladder match y ganó. Después celebró junto a Bashir y Kiyoshi. Sin embargo el 10 de julio en Impact!, Williams perdió el maletín frente a Homicide en otro ladder match. El grupo mantuvo la posesión del mañetín del Campeonato Mundial Peso Pesado de la TNA hasta que en Hard Justice a mediados de agosto Terry perdiera frente a Hernández en un squash match de nueve segundos.

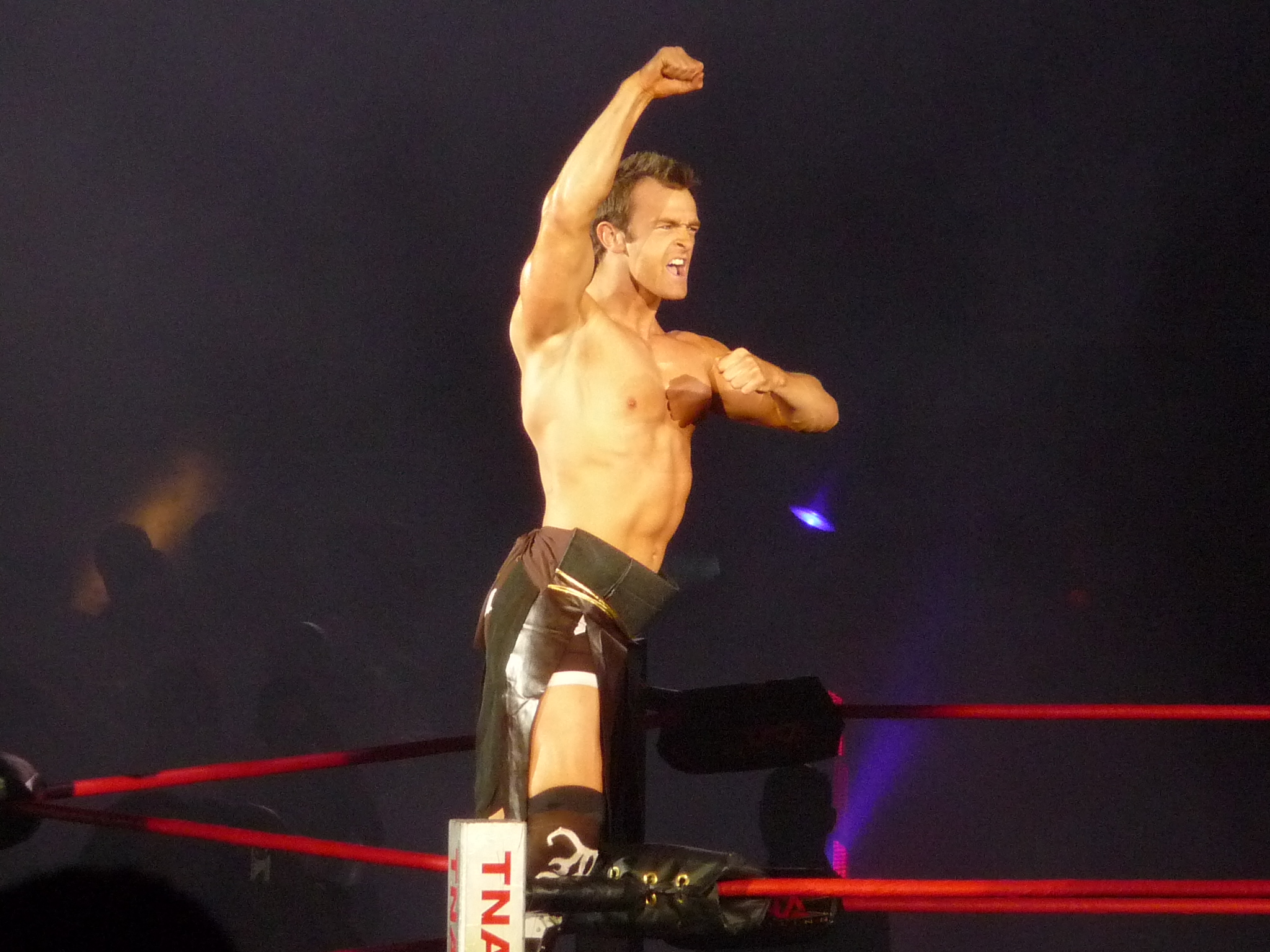
Brutus Magnus

Después de perder el Team 3D Invitational Tournament, British Invasion trataron de interferir en la lucha de Beer Money, Inc. el 6 de mayo en Impact! pero no pudieron hacerlo debido a que Team 3D, tenían respeto por los Beer Money, Inc. La semana siguiente, Team 3D reveló en una entrevista que habían inducido a British Invasion en TNA y se sintieron traicionado por su actitud malvada. Williams respondió golpeando a Devon con un maletín que les costó a su lucha esa semana. En Slammiversary, British Invasion interfirió en la lucha del Campeonato Mundial en Parejas de la TNA, causando que Team 3D perdieran sus títulos frente a Beer Money, Inc. A principios de la tarde, British Invasion fueron programados para enfrentar a Rhino y Eric Young, en un combate, pero Young abandonó a su compañero siendo sustituido por Jesse Neal, pero los British Invasion ganaron. Debido a que Mick Foley quería una revancha propia, persuadió a su equipo The Main Event Mafia, para que Booker T y Scott Steiner, luchen por el campeonato en parejas. Esto enfureció a Team 3D, que incitó a Main Event Mafia en un combate para ser los retadores a los campeonatos, pero una vez más British Invasion interfirió y utilizaron el maletín para causar la derrota de Team 3D y con ello sus posibilidades de recuperar el Campeonato Mundial en Parejas de la TNA. Team 3D contrarrestaron por un costo a Williams en un ladder match por el maletín de Campeonato de División X, pero después British Invasion, ayudados por Al Bashir y Kiyoshi, atacaron a Team 3D.

## En lucha
- Movimientos finales en dupla

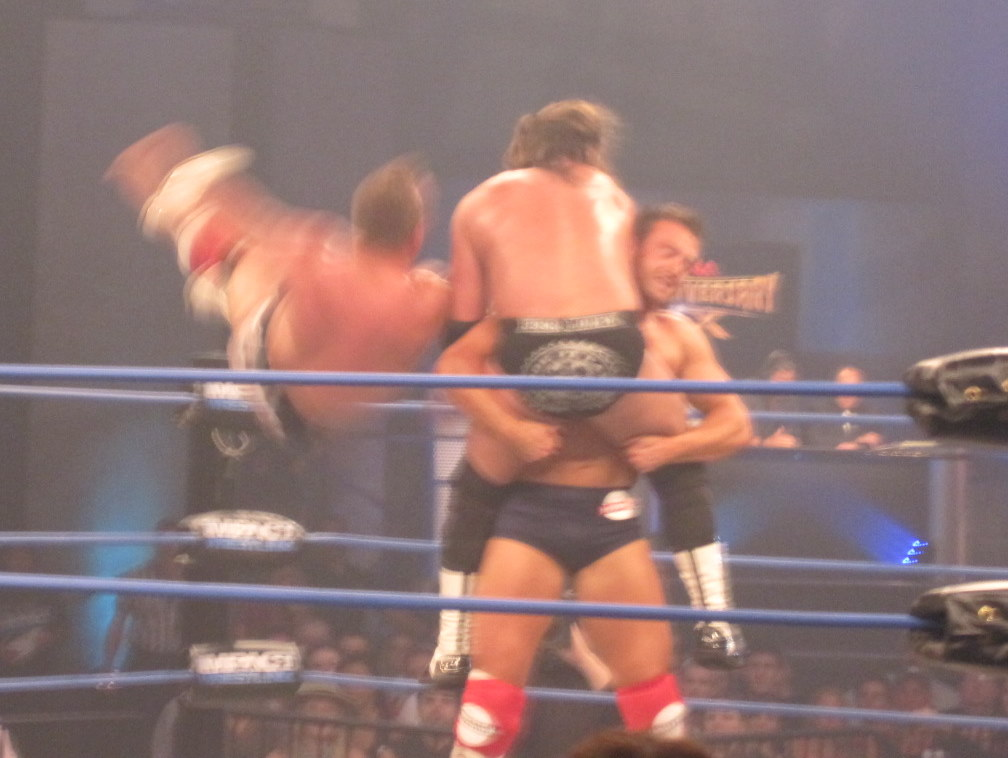
The British Invasion aplicando la bearhug / diving European uppercut combination sobre James Storm.

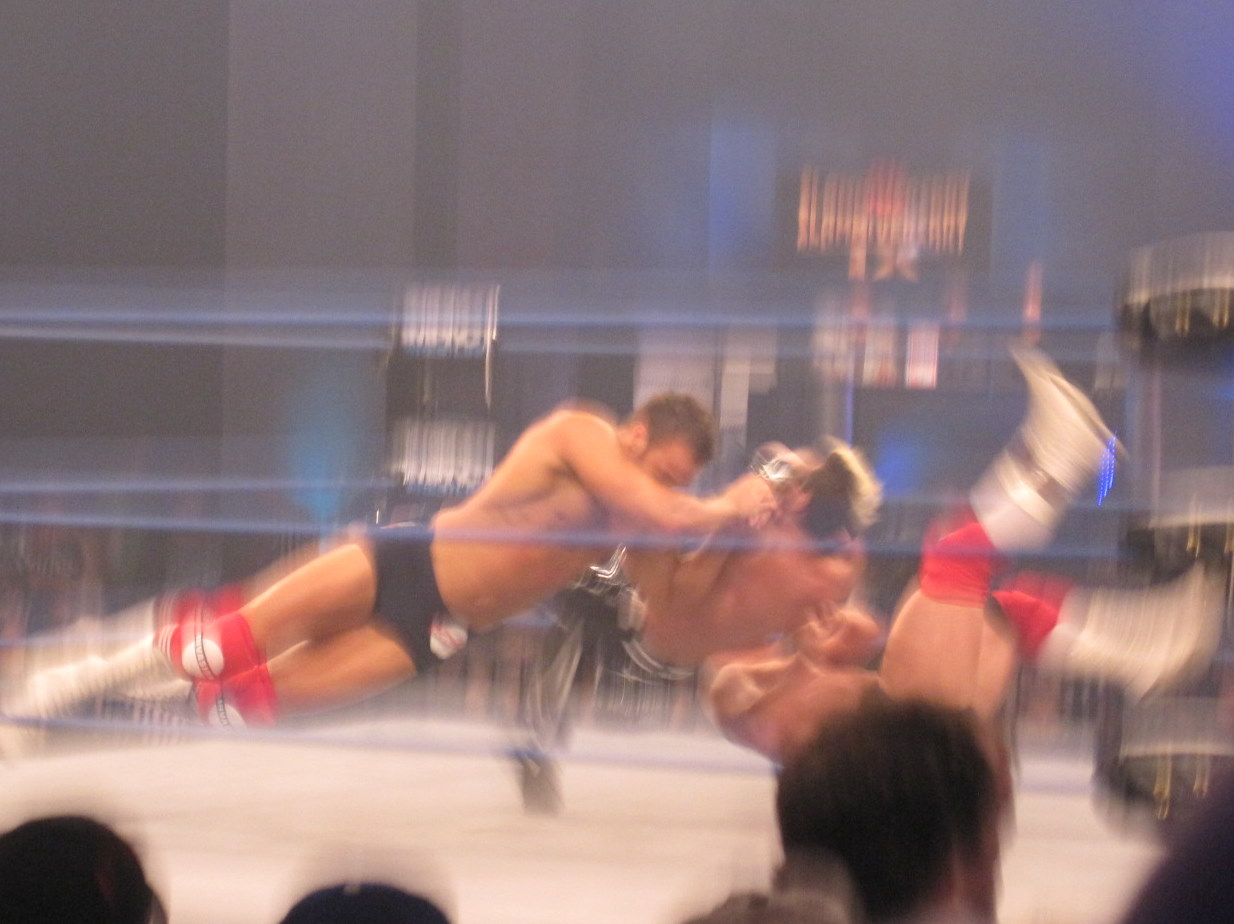
The British Invasion aplicando la double straight jacket neckbreaker sobre Alex Shelley.

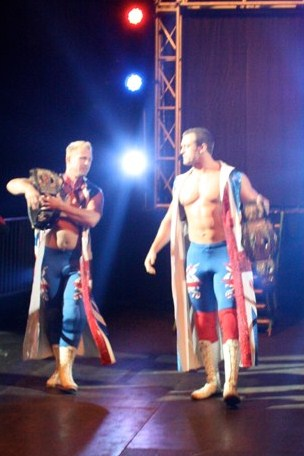
The British Invasion como Campeones Mundiales en Pareja de la TNA.

  - Bearhug (Magnus) / Diving European uppercut (Williams) combination[14]
- Movimientos de firma en dupla
  - Double straight jacket neckbreaker[15]
  - Running arched big boot (Magnus) / German suplex (Williams) combination[16]
- Movimientos finales de Magnus
  - Tormentum (Twisting Samoan drop)[17]
- Movimientos finales de Terry
  - Chokeslam
  - Running powerslam[18][19]
  - Thrust spinebuster[20]
- Movimientos finales de Williams
  - Bombs Away (Diving knee drop)[21]
  - Chaos Theory (Williams empuja al oponente contra los tensores, se agarra de la cintura, se lanza hacia atrás con ellos y sigue con una bridging German suplex)

## Campeonatos y logros
- Total Nonstop Action Wrestling
  - IWGP Tag Team Championship (1 vez) – Magnus & Williams
  - TNA Global Championship (1 vez) – Terry
  - TNA World Tag Team Championship (1 vez) – Magnus & Williams
  - TNA X Division Championship (1 vez) – Williams